# Liste der Bodendenkmäler in Unterschleißheim
Auf dieser Seite sind die Bodendenkmäler in der oberbayerischen Stadt Unterschleißheim zusammengestellt. Diese Tabelle ist eine Teilliste der Liste der Bodendenkmäler in Bayern. Grundlage ist die Bayerische Denkmalliste, die auf Basis des Bayerischen Denkmalschutzgesetzes vom 1. Oktober 1973 erstmals erstellt wurde und seither durch das Bayerische Landesamt für Denkmalpflege geführt wird. Die folgenden Angaben ersetzen nicht die rechtsverbindliche Auskunft der Denkmalschutzbehörde.

## Bodendenkmäler der Stadt (Gemarkung) Unterschleißheim
| Lage                        | Objekt | Akten-Nr.     | Bild           |
| --------------------------- | --- | ------------- | -------------- |
| Unterschleißheim (Standort) | Siedlung der späten Bronzezeit und der Urnenfelderzeit. Siehe auch: Bronzezeit, Urnenfelderzeit | D-1-7735-0039 |                |
| Unterschleißheim (Standort) | Siedlung der späten Bronzezeit und Urnenfelderzeit, der späten Hallstatt- und Frühlatènezeit sowie des frühen Mittelalters. Siehe auch: Hallstattzeit, latènezeit, Mittelalter                      | D-1-7735-0102 |                |
| Unterschleißheim (Standort) | Siedlung der späten Bronzezeit und Urnenfelderzeit, Brandgräber der Hallstattzeit, Siedlung der späten Hallstatt- und Frühlatènezeit sowie des frühen und hohen Mittelalters. Siehe auch: Brandgrab | D-1-7735-0104 |                |
| Unterschleißheim (Standort) | Verebneter Niederungsburgstall des hohen Mittelalters. Siehe auch: Burgstall Unterschleißheim | D-1-7735-0105 |                |
| Unterschleißheim (Standort) | Siedlung vorgeschichtlicher Zeitstellung und des frühen Mittelalters. | D-1-7735-0106 |                |
| Unterschleißheim (Standort) | Siedlung und Kreisgraben vor- und frühgeschichtlicher Zeitstellung. Siehe auch: Kreisgraben | D-1-7735-0107 |                |
| Unterschleißheim (Standort) | Siedlung vor- und frühgeschichtlicher Zeitstellung. | D-1-7735-0108 |                |
| Unterschleißheim (Standort) | Siedlung vor- und frühgeschichtlicher Zeitstellung. | D-1-7735-0109 |                |
| Unterschleißheim (Standort) | Siedlung vor- und frühgeschichtlicher Zeitstellung. | D-1-7735-0110 |                |
| Unterschleißheim (Standort) | Siedlung vorgeschichtlicher Zeitstellung und Villa rustica der frühen römischen Kaiserzeit. Siehe auch: Villa rustica, Römische Kaiserzeit                                                          | D-1-7735-0189 |                |
| Unterschleißheim (Standort) | Siedlung vorgeschichtlicher Zeitstellung. | D-1-7735-0256 |                |
| Unterschleißheim (Standort) | Untertägige mittelalterliche und frühneuzeitliche Befunde im Bereich der Alten Katholischen Expositur- und ehemalige Filialkirche St. Ulrich in Unterschleißheim und ihrer Vorgängerbauten.         | D-1-7735-0304 | weitere Bilder |